# Werkkamp ’t Zand
Werkkamp ’t Zand was een werkkamp in 't Zand voor gemengd-gehuwde joden tijdens de Tweede Wereldoorlog.

## Achtergrond
Het kamp werd op 23 april 1944 in gebruik genomen. Gemengd-gehuwden waren tijdens de bezettingsjaren tijdelijk vrijgesteld van deportatie. Werkloze gemengd-gehuwden werden tewerkgesteld in Kamp 't Zand in het kader van de Arbeitseinsatz. Zij werden onder meer ingezet om aspergeversperring te plaatsen op het strand en rondom weilanden tussen tussen ’t Zand en Groote Keeten. Er waren in totaal ongeveer 300 mannen in het kamp tewerkgesteld, waaronder diverse leden van het Concertgebouworkest.
De bewakers van het werkkamp waren Georgische communisten. De werkomstandigheden werden omschreven als zwaar, maar over het algemeen niet slecht.
De bewoners van het kamp waren vrij het kamp op gezette momenten te verlaten en er bezoek te ontvangen. Het kamp heeft slechts een half jaar bestaan en werd in september 1944, naar aanleiding van Dolle Dinsdag, gesloten.